# Пузицький Сергій Васильович
Пузицький Сергій Васильович (1895, Ломжа — 20 червня 1937) — співробітник ЧК-ОГПУ-НКВД СРСР, комісар державної безпеки 3-го рангу (1935). Заступник начальника Дмитровлага, начальник третього відділу НКВС Дмитровлага.

## Ранні роки
Народився в російській сім'ї вчителя. Його батько, В. А. Пузицький, походив з сім'ї ремісника смоленської губернії.
У 1912 році після закінчення Єгорьєвської гімназії поступив на юридичний факультет Московського університету. З початком 1-ї світової війни був призваний в армію і направлений в Олександрівське військове училище, після закінчення якого призначений прапорщиком дивізіону важкої артилерії в Ізмайлово.
У 1917 році став на бік Революції; був обраний членом солдатського комітету дивізії. У березні 1918 року направлений в штаб Московського військового округу на посаду завідувача артилерійської частиною, а в листопаді того ж року призначений слідчим революційного трибуналу. На цій посаді він неодноразово виїжджав на Східний і Південно-Західний фронти для інспектування військових трибуналів. Одночасно навчався; в 1919 році закінчив юридичний факультет Московського університету.

## ВЧК-ОГПУ-НКВД
У травні 1920 року постановою Ради праці і оборони, продовжуючи керувати слідчим відділом Ревтрибуналу, зараховується до складу ВЧК співробітником резерву Адміністративного відділу.
У 1921–1922 роках — начальник 16-го спеціального відділення Особливого відділу ВЧК, а з 1923 року — помічник начальника контррозвідувальної відділу ОДПУ. Брав участь в арешті англійського розвідника Сіднея Рейлі, затримання та арешту керівника антирадянської організації «Союз захисту Батьківщини і свободи» Бориса Вікторовича Савінкова в рамках операції «Синдикат-2», викрадення генерала Олександра Павловича Кутепова в ході операції «Трест». У січні 1928 був відряджений разом з чекістом Григорієм Сергійовичем Сироєжкіним в Якутію для ліквідації білогвардійського руху.
У 1930 році був підвищений на посаді до заступника начальника Особливого відділу ОДПУ. У 1931 році призначають заступником Повноважного представника ОГПУ в Північно-Кавказькому краї.
Помічник начальника ІНО ОГПУ СРСР з 17 листопада 1931 по 10 липня 1934, потім помічник начальника ІНО ГУГБ НКВС СРСР з 10 липня 1934 по 14 липня 1935, після чого стає заступником начальника Дмитровського ВТТ НКВС — начальником 3-го відділу Дмитровлага з 14 липня 1935 по 28 квітня 1937. Наказом НКВС від 28 квітня 1937 відряджений у розпорядження Л. Г. Миронова на Далекий Схід.
9 травня 1937 заарештований за звинуваченням у приналежності до троцькістсько-зінов'євського блоку і участі в змові. На слідстві дав свідчення. Комісією НКВС СРСР і Прокурора СРСР засуджений до ВМН і розстріляний 20 червня 1937